# Маркос Гільєрмо Самсо
Маркос Гільєрмо Самсо (ісп. Marcos Guillermo Samso; нар. 5 березня 1973) — аргентинський футболіст. По завершенні кар'єри — футбольний тренер.

## Біографія
Усю свою кар'єру футболіста Самсо провів в Аргентині, там же в 2003 році і почав свій шлях функціонера, отримавши посаду директора в команді «Кадетес-де-Сан-Мартін».
З 2009 по 2016 рік працював у «Расінгу де Трелев», після чого перебрався до Японії і був асистентом головного тренера клубу «Джефф Юнайтед» Хуана Еснайдера протягом декількох років. У березні 2019 року Самсо було звільнено з посади разом із звільненням Еснайдера.
В кінці 2019 року став помічником іспанського фахівця Рамона Катали в академії «Динамо» (Київ) і буде координатором молодіжних команд «Динамо»..